# Landtagswahl in Niederösterreich 2013
- SPÖ: 13
- GRÜNE: 4
- ÖVP: 30
- FRANK: 5
- FPÖ: 4

- SPÖ: 2
- ÖVP: 6
- FRANK: 1

Die Landtagswahl in Niederösterreich 2013 fand am 3. März 2013 parallel zur vorgezogenen Landtagswahl in Kärnten 2013 statt.

## Parteien
Landesweit traten folgende Parteien an (in Klammern Spitzenkandidaten):
- ÖVP – Österreichische Volkspartei (Erwin Pröll)
- SPÖ – Sozialdemokratische Partei Österreichs (Josef Leitner)
- FPÖ – Freiheitliche Partei Österreichs (Barbara Rosenkranz)
- GRÜNE – Die Grünen – Die Grüne Alternative (Madeleine Petrovic)
- FRANK – Team Stronach (Frank Stronach)[3]

Folgende weitere Parteien traten in einzelnen der 21 Bezirken an:
- KPÖ – Kommunistische Partei Österreichs[4] (Nikolaus Lackner, in 19 Bezirken)
- MUT – Die Mutbürger[5] (Herbert Weinzettl, in 13 Bezirken)
- CPÖ – Christliche Partei Österreichs-Mitte Partei (Rudolf Gehring, in vier Bezirken)[6]
- PIRAT – Piratenpartei Österreichs[7] (Walter Bonhardi, in 1 Wahlkreis)

Das im Nationalrat vertretene Bündnis Zukunft Österreich trat dagegen nicht zur Wahl an.

## Ausgangslage
Bei der Landtagswahl in Niederösterreich 2008 konnte die ÖVP die 2003 errungene absolute Mehrheit der Wählerstimmen verteidigen. Die SPÖ verlor massiv an Stimmanteil, während die FPÖ den zuvor verlorenen Klubstatus wieder erringen konnte. Die Grünen hielten ihr Ergebnis von 2003. Der seit 1992 regierende Landeshauptmann Erwin Pröll wurde in der Folge im Amt bestätigt.
Der Wahlkampf war zuletzt hauptsächlich von der direkten Auseinandersetzung von Frank Stronach mit Landeshauptmann Pröll geprägt.

## Umfragen
| Institut  | Datum      | ÖVP    | SPÖ    | FPÖ   | GRÜNE | Stronach | PIRAT | Sonstige |
| --------- | ---------- | ------ | ------ | ----- | ----- | -------- | ----- | -------- |
| Gallup    | 23.02.2013 | 49 %   | 23 %   | 11 %  | 7 %   | 8 %      | k. A. | k. A.    |
| Karmasin  | 21.02.2013 | 48 %   | 23 %   | 11 %  | 8 %   | 8 %      | k. A. | k. A.    |
| Market    | 18.02.2013 | 46 %   | 25 %   | 11 %  | 8 %   | 7 %      | k. A. | k. A.    |
| Gallup    | 15.02.2013 | 49 %   | 23 %   | 10 %  | 8 %   | 8 %      | k. A. | k. A.    |
| Market    | 08.02.2013 | 48 %   | 26 %   | 8 %   | 8 %   | 6 %      | k. A. | k. A.    |
| OGM       | 02.02.2013 | 51 %   | 21 %   | 11 %  | 7 %   | 7 %      | k. A. | 3 %      |
| Gallup    | 27.01.2013 | 50 %   | 23 %   | 9 %   | 8 %   | 8 %      | k. A. | k. A.    |
| Market    | 15.01.2013 | 48 %   | 27 %   | 8 %   | 8 %   | 8 %      | k. A. | 1 %      |
| Gallup    | 12.01.2013 | 48 %   | 24 %   | 8 %   | 9 %   | 10 %     | k. A. | k. A.    |
| Karmasin  | 10.01.2013 | 49 %   | 25 %   | 9 %   | 8 %   | 8 %      | k. A. | k. A.    |
| Oekonsult | 09.01.2013 | 48,9 % | 28,1 % | 8,3 % | 5,8 % | 6,1 %    | 1,9 % | 1,0 %    |

## Ergebnis

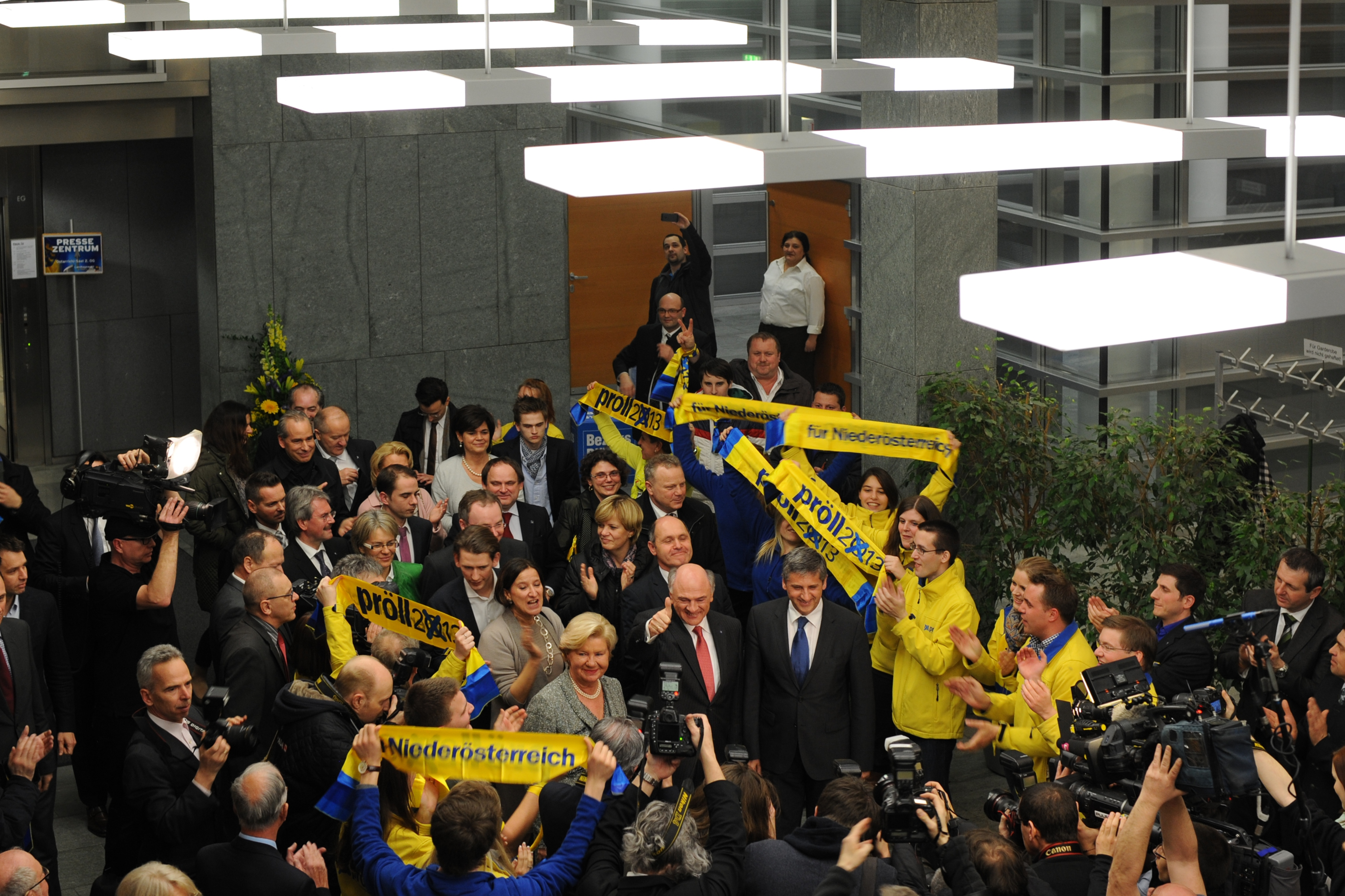
Erwin Pröll nach der Wahl

Die ÖVP konnte bei der Landtagswahl 2013 ihre absolute Mehrheit verteidigen und erreichte nach dem amtlichen Endergebnis mit einem Minus von 3,6 Prozentpunkten 50,79 % der Stimmen und 30 Mandate (−1). Die SPÖ erlitt wie schon 2008 Verluste und erreicht nach einem Minus von 3,54 Prozentpunkten nur noch 21,57 %. Dies stellt das schlechteste Ergebnis der SPÖ seit 1945 dar. 13 verbliebene Mandate bedeuten den Verlust von weiteren zwei Mandaten; die beiden Sitze in der Landesregierung bleiben jedoch erhalten. Den dritten Rang errang aus dem Stand das erstmals angetretene Team Stronach. Mit 9,84 % erzielte es fünf Mandate sowie einen Sitz in der Landesregierung, der von der FPÖ zum Team Stronach wanderte. Die FPÖ rutschte mit einem Verlust von 2,26 Prozentpunkten auf den vierten Platz ab, mit nunmehr vier Mandaten wurden zwei Mandate sowie der Sitz in der Landesregierung verloren. Die Grünen gewannen zwar 1,15 Prozentpunkte auf nunmehr 8,06 % hinzu, rutschten jedoch auf den fünften Platz ab und bleiben unverändert bei vier Mandaten. Die restlichen angetretenen Gruppierungen verfehlten den Einzug in den Landtag: KPÖ 0,77 % (−0,09 Prozentpunkte), MUT-Bürger (neu) 0,61 %, CPÖMP 0,09 % (−0,75 Prozentpunkte), Piraten (neu) 0,06 %. Die Parlamentspartei BZÖ nahm an der Wahl nicht teil. Die Oppositionsparteien verfehlten ihr Wahlziel – das Brechen der absoluten Mehrheit der ÖVP – deutlich.

Mehrheiten nach Gemeinden bei der Landtagswahl

| Partei   | Ergebnisse 2013 | Ergebnisse 2013 | Ergebnisse 2013 | Ergebnisse 2008 | Ergebnisse 2008 | Ergebnisse 2008 | Differenzen | Differenzen | Differenzen |
| -------- | --------------- | --------------- | --------------- | --------------- | --------------- | --------------- | ----------- | ----------- | ----------- |
|          | Stimmen         | %               | Mand.           | Stimmen         | %               | Mand.           | Stimmen     | %           | Mand.       |
| Gesamt   | 995.273         | 70,87 %         |                 | 1.033.695       | 74,51 %         |                 | - 38.422    | - 3,64 %    |             |
| Ungültig | 19.527          |                 |                 | 23.339          |                 |                 | - 3.812     |             |             |
| Gültig   | 975.746         | 98,04 %         |                 | 1.010.356       | 97,74 %         |                 | - 34.610    | + 0,3 %     |             |
| ÖVP      | 495.557         | 50,79 %         | 30              | 549.510         | 54,39 %         | 31              | - 53.953    | - 3,6 %     | - 1         |
| SPÖ      | 210.504         | 21,57 %         | 13              | 257.770         | 25,51 %         | 15              | - 47.266    | - 3,94 %    | - 2         |
| FRANK    | 96.016          | 9,84 %          | 5               | n.k.            |                 |                 | + 96.016    | + 9,84 %    | + 5         |
| FPÖ      | 80.122          | 8,21 %          | 4               | 105.748         | 10,47 %         | 6               | - 25.626    | - 2,26 %    | - 2         |
| GRÜNE    | 78.678          | 8,06 %          | 4               | 69.852          | 6,91 %          | 4               | + 8.826     | + 1,15 %    | ± 0         |
| KPÖ      | 7.559           | 0,77 %          |                 | 8.861           | 0,86 %          |                 | - 1.102     | - 0,09 %    |             |
| MUT      | 5.968           | 0,61 %          |                 | n.k.            |                 |                 | + 5.968     | + 0,61 %    |             |
| CPÖ      | 841             | 0,09 %          |                 | 8.537           | 0,84 %          |                 | - 7.696     | - 0,75 %    |             |
| PIRAT    | 501             | 0,05 %          |                 | n.k.            |                 |                 | + 501       | + 0,05 %    |             |

## Vorzugsstimmen
Der Persönlichkeitswahlkampf Erwin Prölls schlug sich, wie schon 2008, in den zahlreich für ihn abgegebenen Vorzugsstimmen nieder. Der Landeshauptmann erhielt 267.842 Vorzugsstimmen. Über 54 % der Stimmen für die ÖVP waren dabei mit einer Vorzugsstimme für Pröll abgegeben worden. Landeshauptmann-Stellvertreter Josef Leitner erhielt als Zweitplatzierter 39.706 Stimmen. Dies waren im Gegensatz zu Pröll nur rund 18,6 % der für die SPÖ abgegebenen Stimmen. Frank Stronach erhielt als Drittplatzierter mit 29.728 Stimmen rund 31 % der Frank-Stimmen (was eigenartig anmutet durch die Tatsache, dass er von vornherein seinen Einzug in den Landtag ausschloss) und damit knapp mehr als die viertplatzierte Barbara Rosenkranz mit 29.099 Stimmen, wobei rund 36,4 % der FPÖ-Stimmen auch Vorzugsstimmen für Rosenkranz waren. Madeleine Petrovic erreichte mit 19.690 Stimmen Platz fünf bzw. 25 % der Stimmen für ihre Partei. Damit spiegelt die Vorzugsstimmenreihung auch die Parteienreihung wider.
| Platz | Partei | Name                | Stimmen |
| ----- | ------ | ------------------- | ------- |
| 1.    | ÖVP    | Erwin Pröll         | 267.842 |
| 2.    | SPÖ    | Josef Leitner       | 039.706 |
| 3.    | FRANK  | Frank Stronach      | 029.728 |
| 4.    | FPÖ    | Barbara Rosenkranz  | 029.099 |
| 5.    | GRÜNE  | Madeleine Petrovic  | 019.690 |
| 6.    | ÖVP    | Stefan Pernkopf     | 05.635  |
| 7.    | ÖVP    | Karl Wilfing        | 04.579  |
| 8.    | ÖVP    | Bettina Rausch      | 03.118  |
| 9.    | SPÖ    | Heidemaria Onodi    | 02.747  |
| 10.   | FRANK  | Ernest Gabmann jun. | 02.728  |